# Pedra Badejo

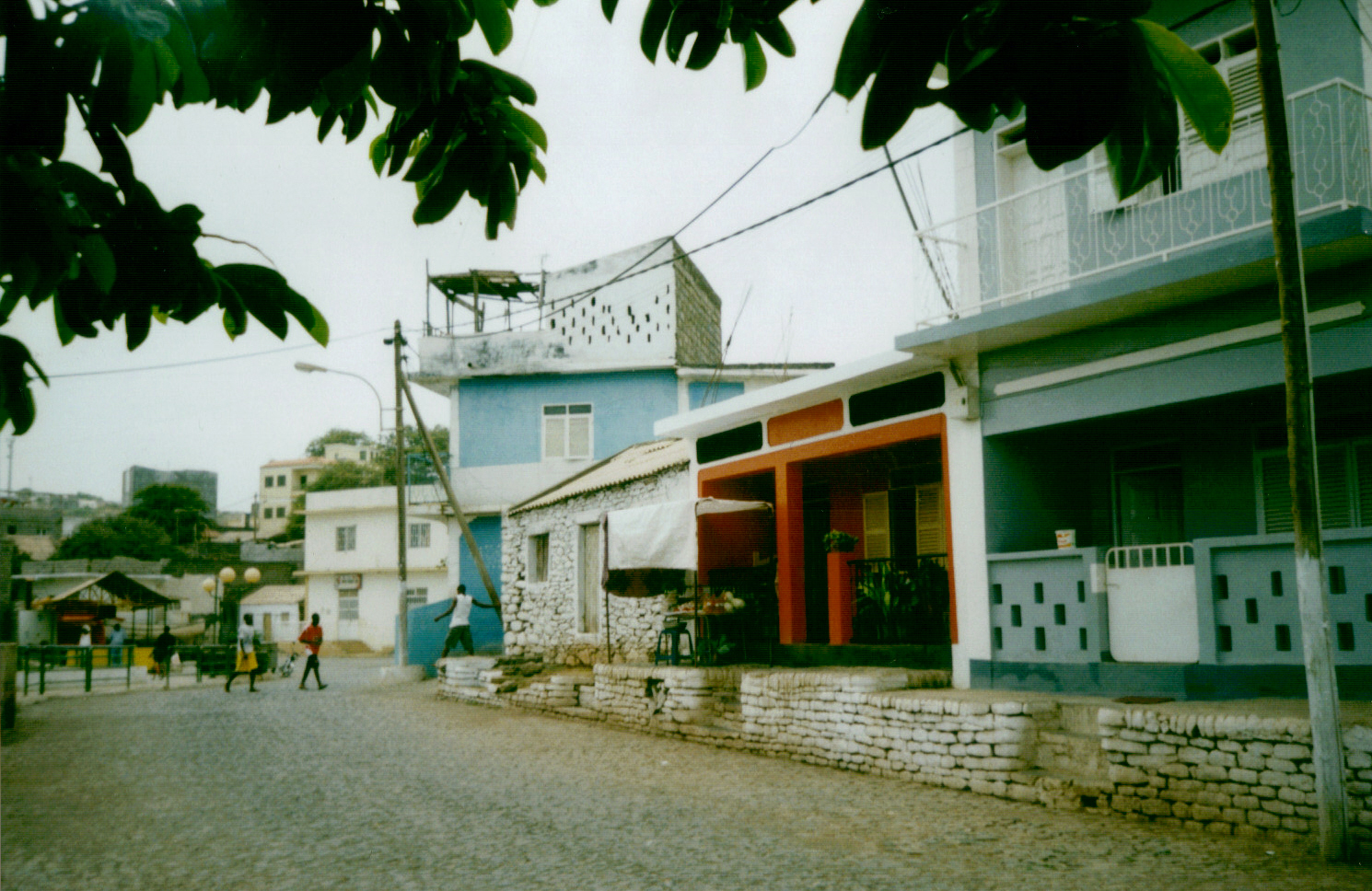
Hauptstraße.

Pedra Badejo ist eine Stadt mit rund 10.000 Einwohnern an der Ostküste der Insel Santiago in Kap Verde. Es liegt etwa 40 km nordnordwestlich der Landeshauptstadt Praia und ist Sitz der Kreisverwaltung des Landkreises (Concelho) Santa Cruz.
Bis 1975 hieß die Stadt Santiago Mayor, dieser Name ist auch heute noch weit verbreitet.
Seit 1983 besteht eine Städtepartnerschaft mit Leibnitz in Österreich.

## Verkehrsverbindungen
Vom Busbahnhof am Sucupira-Markt in Praia, der rund 40 km entfernten Hauptstadt der Kapverden, ist Pedra Badejo mit den für die Kapverden typischen und häufig verkehrenden Aluguer-Bussen leicht zu erreichen. Die Busse fahren allerdings nicht nach einem festen Fahrplan, sondern fahren ab, sobald sich genügend Fahrgäste eingefunden haben. Die Fahrzeit beträgt etwas über eine Stunde. Die Straße ist in gutem Zustand und kann bei jedem Wetter befahren werden.
Pedra Badejo verfügt auch über einen kleinen Hafen.

## Infrastruktur
Pedra Badejo verfügt über ein Gesundheitszentrum und mehrere Schulen. Im Stadtzentrum befinden sich neben zahlreichen Geschäften einige einfache Restaurants. Vor vielen Häusern bieten Einheimische an Ständen selbst gezogenes Gemüse an.
Am Strand, der vor allem an Wochenenden ein beliebtes Ausflugsziel der Bewohner der Hauptstadt ist und sich nicht weit vom Stadtzentrum entfernt befindet, wurde ein ehemaliges Gesundheitszentrum in ein Hotel umgewandelt.

## Sehenswürdigkeiten
In Pedra Badejo kann man zwei Kirchen besichtigen: Die moderne katholische Kirche befindet sich in dem neueren, oberen Teil der Stadt. In der Hauptstraße erhebt sich am Ortseingang die Neuapostolische Kirche. Am Hauptplatz ist ein Denkmal für einen lokalen Musiker sehenswert.
Pedra Badejo ist von bewässertem Land umgeben. Unweit der Stadt wurde 2006 nach siebzehnmonatiger Bauzeit die von China finanzierte erste Talsperre der Kapverden fertiggestellt, die Barragem de Poilão, die sich zwischen den Orten Poilão und Lavada dos Orgãos befindet. Der Stausee hat eine Kapazität von 1,7 Millionen m³ und dient der Tröpfchenbewässerung von 64 ha Acker- und Gartenland von rund 100 Bauernhöfen. Im Süden des Stausees, an dem man Vögel beobachten kann, befindet sich ein Informationspavillon.

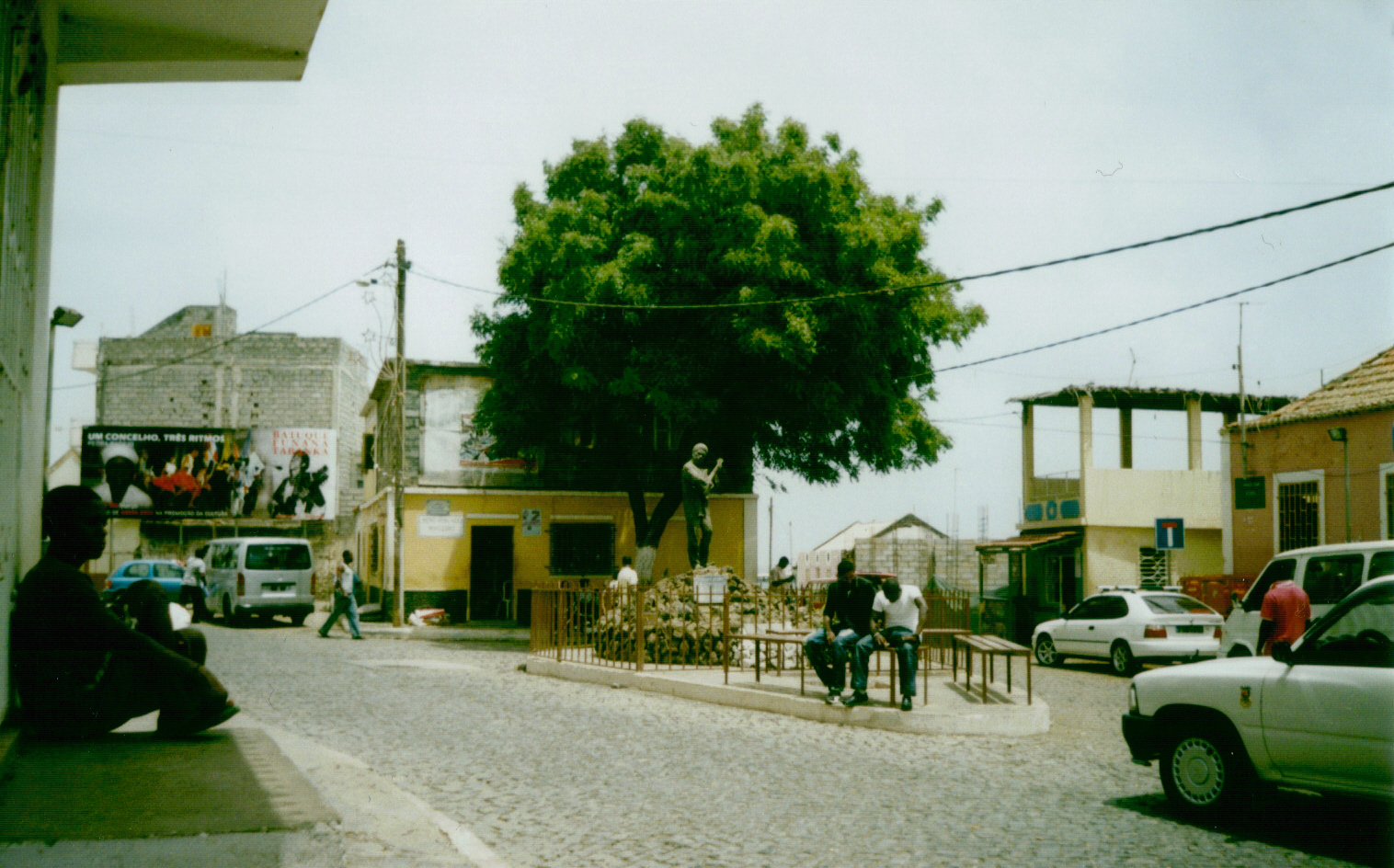
Hauptplatz mit Denkmal.
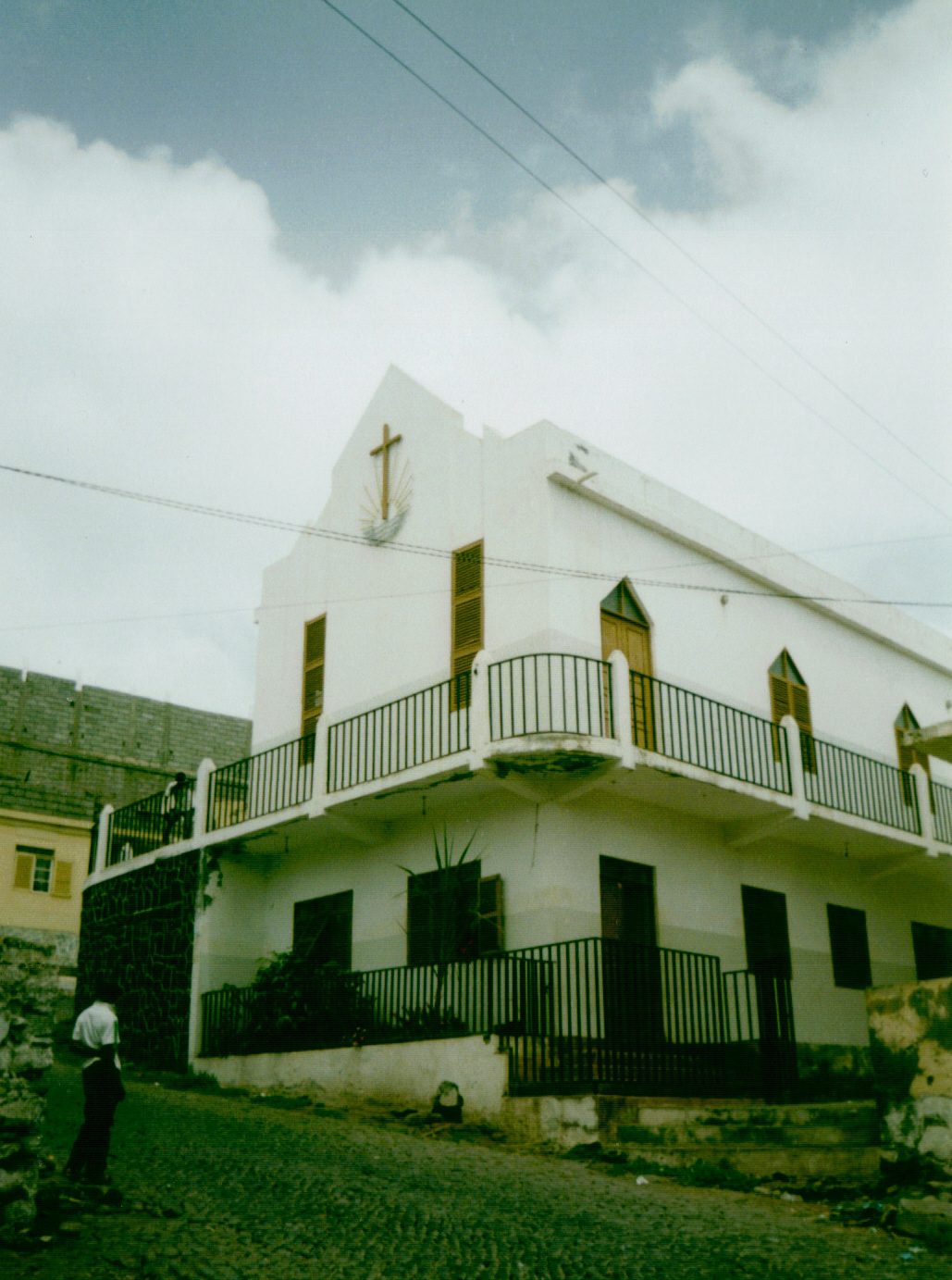
Neuapostolische Kirche.
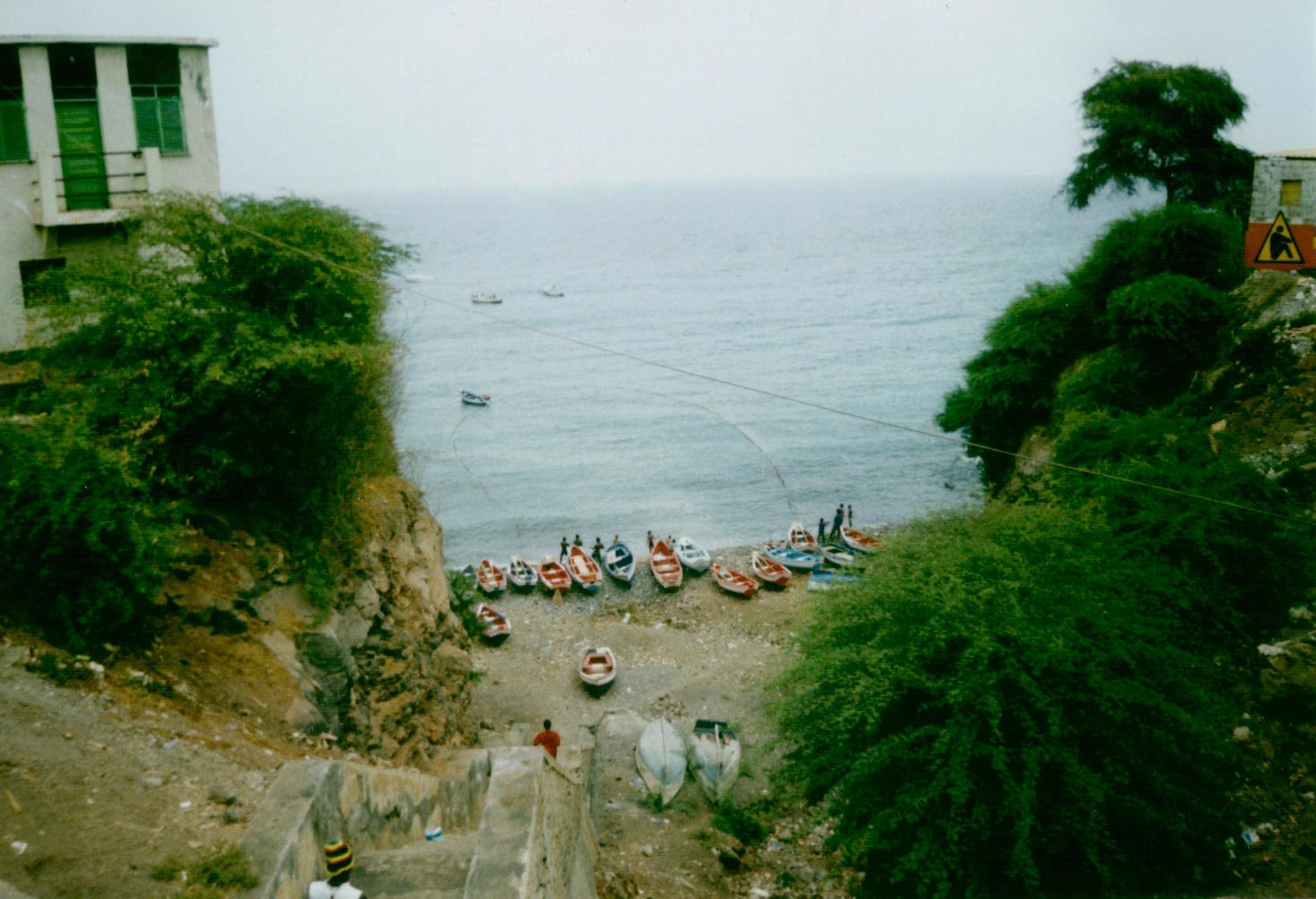
Blick zum Hafen.
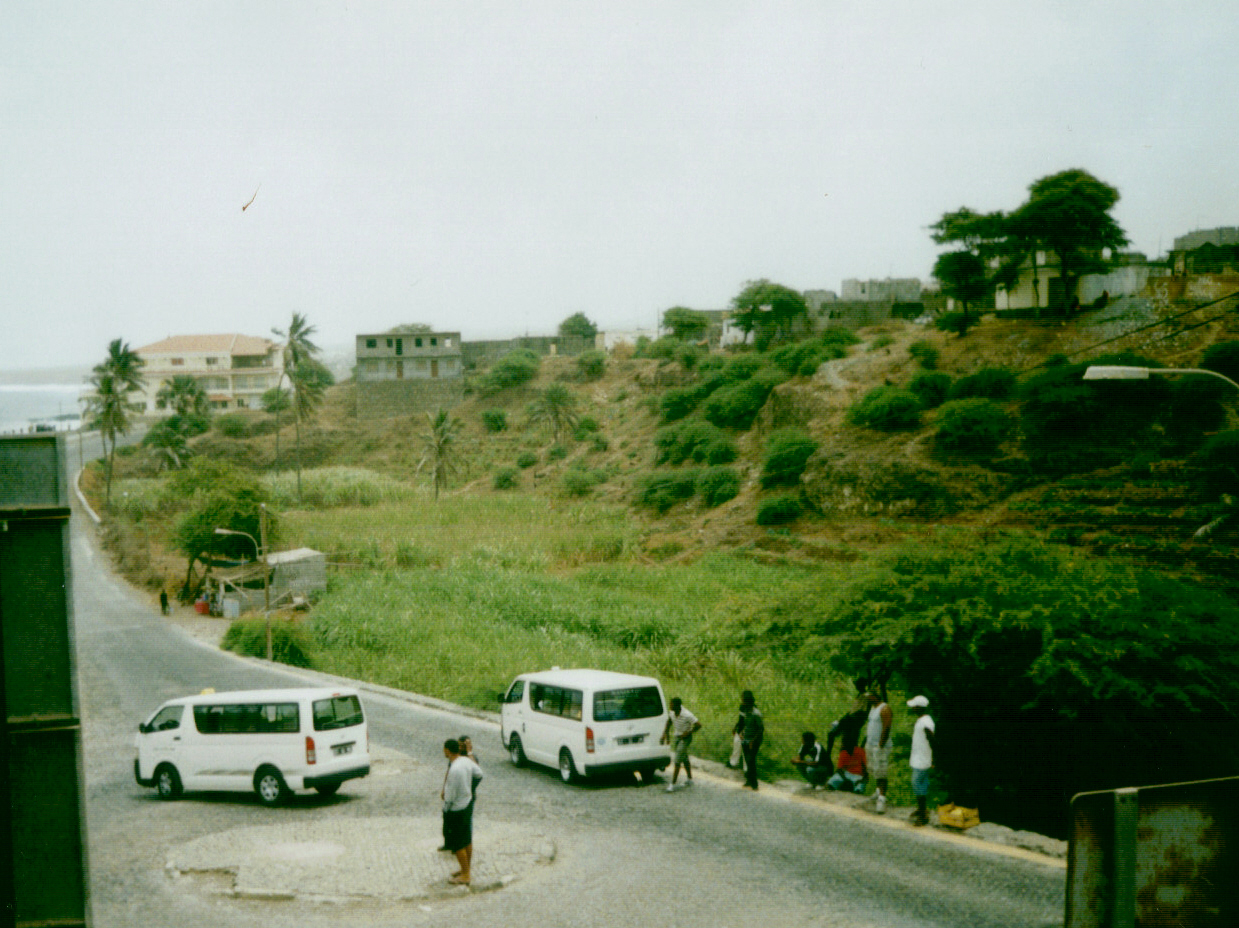
Bewässertes Land im Stadtzentrum.